# Тонна (город)
Тонна (нем. Tonna) — община в Германии, в земле Тюрингия.
Входит в состав района Гота. Подчиняется управлению Фанер Хёэ. Население составляет 2797 человек (на 31 декабря 2010 года). Занимает площадь 30,45 км².
Коммуна подразделяется на 2 сельских округа.